# بوکلین (کانزاس)
بوکلین (به انگلیسی: Bucklin) شهری در ایالت کانزاس کشور ایالات متحده آمریکا است که جمعیت آن در سرشماری سال ۲۰۱۰ میلادی، ۷۹۴ نفر بوده‌است.